# Виченца (футбольный клуб)
«Виче́нца» (итал. Vicenza Calcio) — итальянский футбольный клуб из города Виченца. После банкротства в 2018 году был создан клуб «Виченца Виртус», который играл в Серии C и на основе которого был возрождён клуб.
Клуб основан 9 марта 1902 года, участвует в чемпионатах Италии с 1911 года. В 1942 году «Виченца» впервые вышла в Серию А. В 1953—1990 годах клуб носил название «Ланеросси Виченца».
Наивысшие достижения команды сводятся ко второму месту в Серии А в 1978 году, клуб является обладателем Кубка Италии 1997 года, а также полуфиналистом Кубка кубков в 1998 году.
В составе «Виченцы» выступали в разные годы два обладателя «Золотого мяча»: Паоло Росси и Роберто Баджо.

## Игроки клуба — лучшие бомбардиры Серии А
- 1966 — Луис Винисио (25 голов)
- 1978 — Паоло Росси (24 гола)

## История клуба
Футбол в Виченце зародился в 1902 году. Дебют команды пришёлся 18 мая 1903 года в Провинциальном чемпионате среди школ. На протяжении 10 лет команда, называвшаяся тогда «Футбольная ассоциация в Виченце», принимала участие только во второстепенных турнирах.
Официальный дебют датируется сезоном 1910—1911. 12 февраля 1911 года на поле «Борго казале» были повержены соперники из Болоньи. Завершили же турнир победой в финале над «Про Верчелли», став победителем в группе Венто-Эмилиано.
В годы, предшествующие Первой мировой войне, «Виченца» принимала участие в национальном первенстве страны, которое формировалось по ряду победителей региональных групп. Команде часто приходилось встречаться с сильнейшими командами, такими как «Болонья», «Ювентус», «Интернационале», «Милан». Бывали и досадные провалы как в матче от 10 января 1915 года в Милане против «Интера» обескураживающий разгром — поражение 0:16. Стоит заметить, что накануне команда здорово погуляла всю ночь напролёт.

## Достижения
- Чемпионат Италии (Серия A)
  - Вице-чемпион (2): 1910/11, 1977/78
- Серия Б:
  - Победитель (3): 1954/55, 1976/77, 1999/2000
- Кубок Италии по футболу
  - Обладатель: 1996/97
- Суперкубок Италии по футболу
  - Финалист: 1997
- Турнир Вияреджо
  - Победитель (2): 1954, 1955
  - Вице-чемпион: 1961
- Кубок часов
  - Обладатель: 1965